# ایشتوان پنجم

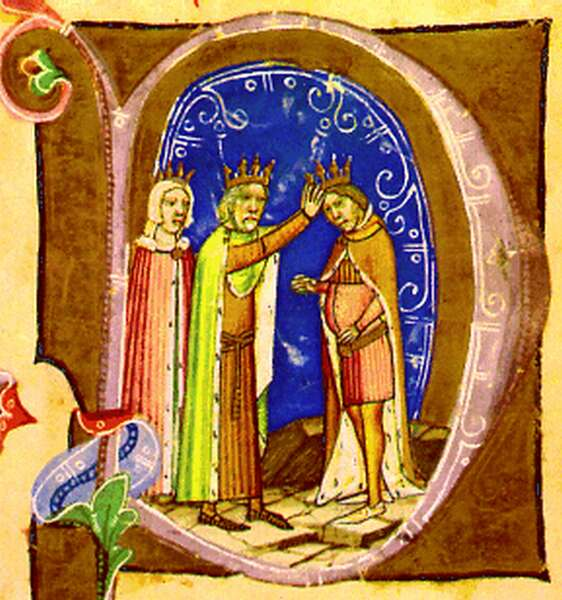
تاج‌گذاری ایشتوان پنجم

ایشتوان پنجم(به مجاری: V. István)(زادهٔ ۱۲۳۹- مرگ ۶ اوت ۱۲۷۲) پادشاه مجارستان از ۱۲۷۰ میلادی تا زمان مرگش بود.
او بزرگترین پسر بلای چهارم بود و مادرش ماریا لاسکارینا دختر امپراتور تئودور یکم لاسکاریس.

## زندگی
هنگامی که ایشتوان دو ساله بود، مغول‌ها به مجارستان تاختند و خانوادهٔ پادشاهی به ناچار به دالماسی گریختند. تنها با عقب‌نشینی باورنکردنی مغول‌ها از اروپا بود که دودمان شاهی توانست به مجارستان بازگردد.
در ۱۲۴۶ پدرش برای تضمین جانشینی پسرش تاج شاهی بر سر او گذارد و فرمانروایی کرواسی، دالماسی و اسلاونی را بدوسپرد. در ۱۲۵۸ بلا متعهد شد تا کنترل ترانسیلوانی را نیز به پسرش بسپارد. در همان سال اشتایرمارک بر مجارستان شورید و ایشتوان به سرکوب آنان شتافت؛ پس از آن او از سوی پدر دوک این منطقه شد، ولی محبوبیت و پذیرشی در میان مردمان آن سامان نیافت و آنان بها انگیزش پرمیسل اوتاکار دوم بر ایشتوان شوریدند، نتیجه جنگ میان بوهم و مجارستان و ناکامی‌های مجارها و سرانجام واگذاری این سرزمین به بوهم بود.
در ۱۲۶۰ بلا کنترل ترانسیلوانی را خود به دست گرفت، آنگاه به همراه ایشتوان دست به لشکرکشی علیه بلغارستان زد، ولی روابط پدر و پسر با تنش همراه شد. سرانجام با پادرمیانی بزرگان پدر و پسر توافق کردند که ایشتوان پنجم بر سرزمین‌های شرق دانوب فرمان راند و بازمانده را به پدر واگذارد.
در ۱۲۷۰ با مرگ بلای چهارم، سراسر مجارستان به ایشتوان رسید. رخداد مهم زمان پادشاهی او برخورد با بوهم بود.